# Huw Bunford
Huw Bunford, né le 15 septembre 1967 à Cardiff est un compositeur britannique, guitariste du groupe Super Furry Animals.

## Biographie
Il étudie à l'université de Lanchester (maintenant université de Coventry et devient professeur d'art. Il quitte son poste à la Ysgol Gyfun Garth Olwg (en) de Church Village pour se concentrer sur sa carrière de musicien. Il joue alors avec Guto Pryce rencontré à la Ysgol Gyfun Garth Olwg dans le groupe U Thant, un groupe chantant en Gallois. Les deux hommes finalement rejoignent Super Furry Animals dès la fondation du groupe en 1993.

## Discographie
Avec U Thant
- Dim I.D., 1989
- Duwuwd, 1991

Avec Super Furry Animals
- Fuzzy Logic (1996)
- Radiator (1997)
- Guerrilla (1999)
- Mwng (2000)
- Rings Around the World (2001)
- Phantom Power (2003)
- Love Kraft (2005)
- Hey Venus! (2007)
- Dark Days/Light Years (2009)

## Cinéma
- Beautiful Mistake (avec Super Furry Animals) (lui-même), 2000
- 9 Songs (avec Super Furry Animals) (lui-même), 2004